# Katrin Krabbe
Katrin Krabbe (ur. 22 listopada 1969 w Neubrandenburgu) – niemiecka sprinterka, reprezentująca do 1990 NRD, a później Niemcy.
W 1990 zdobyła trzy złote medale ME na 100, 200 m i w sztafecie 4 × 100 m. Na MŚ w 1991 zdobyła złoto na 100 i 200 m. W 1990 i 1991 została wybrana w Niemczech sportowcem roku. Wybrana atletką roku 1991. Była jedną z faworytek do medalu na igrzyskach w Barcelonie. W 1992 w Namibii na obozie przygotowawczym do igrzysk olimpijskich, w próbce jej moczu wykryto klenbuterol. Niemiecki Związek Lekkoatletyczny zdyskwalifikował Krabbe na rok za niesportowe zachowanie (nie mógł zdyskwalifikować za doping z przyczyn proceduralnych). 23 lipca 1992 ogłosiła zakończenie kariery mając zaledwie 23 lata.
W 1993 IAAF zdyskwalifikował Krabbe na kolejne dwa lata. Po tym fakcie Krabbe rozpoczęła spór prawny z IAAF argumentując, że została dwukrotnie ukarana za to samo przewinienie. Spór (z udziałem prawnika Reinharda Rauballa) zakończył się po kilku latach ugodą, na podstawie której IAAF wypłacił Krabbe odszkodowanie, w wysokości 1,2 mln marek niemieckich.
Obecnie Krabbe prowadzi sklep sportowy w rodzinnym Neubrandenburgu. Jest żoną byłego wioślarza Michaela Zimmermanna, z którym ma dwóch synów.